# Marco Manílio

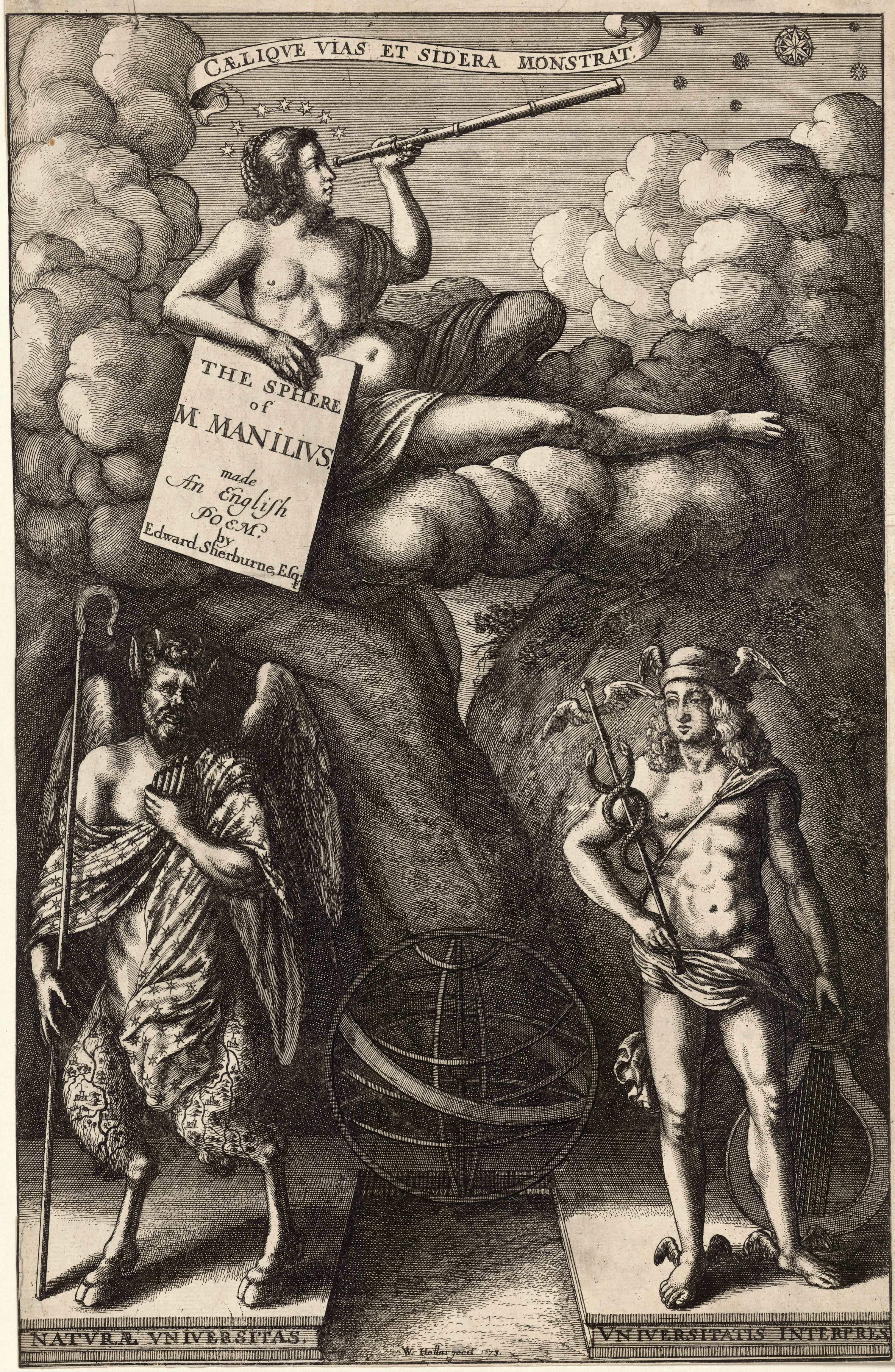
A Esfera de Marcus Manilius, traduzido para o inglês por Edward Sherburne no século XVII

Marcus Manilius foi um poeta e astrólogo romano do século I d.C.
Manilius é conhecido principalmente por um poema dividido em 5 livros, chamado Astronomica, que é um tratado sobre astrologia. Nada é conhecido sobre sua vida, no entanto sua fluência em latim, associado ao conhecimento de autores latinos como Virgílio, Tito Lívio e Cícero, sugere que pode ter sido romano 

## Astronomica
O autor de Astronomica não é citado nem mencionado por nenhum escritor antigo. Até mesmo seu nome é incerto, mas provavelmente era Marcus Manilius; nos livros anteriores, o autor é anônimo, os posteriores dão Manilius, Manlius, Mallius. O próprio poema implica que o escritor viveu sob Augusto ou Tibério, e que ele era um cidadão e residente em Roma, sugerindo que Manilius escreveu a obra durante os anos 20 EC. De acordo com o classicista do início do século XVIII Richard Bentley, ele era um grego asiático; de acordo com o classicista do século XVII Fridericus Jacob, um africano. Seu trabalho é de grande aprendizado; ele havia estudado seu assunto nos melhores escritores, e geralmente representa as visões mais avançadas dos antigos sobre astronomia (ou melhor, astrologia).
Manilius frequentemente imita Lucrécio. Embora sua dicção apresente algumas peculiaridades, o estilo é metricamente correto e ele sabia escrever hexâmetros elegantes e espirituosos.
Os sistemas astrológicos das casas, que ligam os assuntos humanos ao circuito do zodíaco, evoluíram ao longo dos séculos, mas fazem sua primeira aparição na Astronomica. O horóscopo sobrevivente datável mais antigo que usa casas em sua interpretação é um pouco anterior, c. 20 a.C. Cláudio Ptolomeu (c. 130-170 DC) ignorou quase completamente as casas (templa, como Manilius as chama) em seu texto astrológico, Tetrabiblos.
 

A obra também é conhecida por ser o tema dos mais salientes esforços acadêmicos de A. E. Housman; sua edição anotada considerou sua magnum opus, e quando o quinto e último volume foi publicado em 1930, 27 anos depois do primeiro, ele observou que agora "não faria nada para todo o sempre". No entanto, ele também pensou que era uma perseguição obscura; a um correspondente americano, ele escreveu: "Não lhe envio um exemplar, pois isso o chocaria muito; é tão enfadonho que poucos eruditos professos podem lê-lo, provavelmente nenhum em todos os Estados Unidos".  Permanece uma fonte de perplexidade para muitos que Housman deveria ter escolhido abandonar, como eles pensavam, um poeta como Propércio em favor de Manilius (embora na verdade ele tenha concluído uma edição de Propertius, mas não conseguiu publicá-la). Por exemplo, o crítico Edmund Wilson ponderou as incontáveis horas que Housman devotou a Manilius e concluiu: "Certamente é o espetáculo de uma mente de notável penetração e vigor, de sensibilidade e intensidade incomuns, condenando-se a deveres que a impedem de atingir seu altura toda." Isso, no entanto, é uma compreensão errada da tarefa técnica de editar um texto clássico.

## Ligação externa
- Os 5 livros da Astronomica de Manilius (em inglês)